# Wagner's Block
Wagner's Block es un edificio comercial histórico ubicado en 143 West Michigan Avenue en la ciudad de Marshall, al sur del estado de Míchigan (Estados Unidos). Fue incluido en el Registro Nacional de Lugares Históricos en 1971.

## Historia
Marshall V. Wagner llegó a Marshall en 1863 a la edad de 18 años, supuestamente sin un centavo. Comenzó a trabajar como empleado en una tienda, luego se dedicó a leer leyes con un abogado local. Para 1870, había acumulado suficiente riqueza como para poder construir este bloque comercial en el centro de Marshall. Wagner contrató a John Mills Van Osdel de Chicago para diseñar este edificio. La construcción se completó en 1871. Con el tiempo, el edificio albergó varias empresas comerciales en la planta baja, con la agencia de seguros de Wagner en el segundo piso y un salón de baile / auditorio en el tercero. Wagner murió en 1891. 

## Descripción
Wagner's Block es un edificio comercial estilo Segundo Imperio de tres pisos con techo amansardado. Tiene una fachada de hierro fundido y piedra caliza muy ornamentada, con ventanas ovaladas en el techo abuhardillado cubierto de pizarra. Abajo, las ventanas del segundo y tercer piso están flanqueadas por columnas corintias. Un balcón se proyecta desde el tercer piso. La fachada del primer piso se ha modernizado con grandes paneles de vidrio.